# Mithoon
Mithoon Sharma (nacido el 11 de enero de 1985 en Bombay) es un compositor de música de cine y cantante indio. Es el hijo de Naresh Sharma, que compuso la música de fondo para más de 200 películas.

## Carrera
Como todo un director musical, Mithoon hizo su debut cantando en un tren: Algunas líneas que nunca se deben cruzar. Mucha gente pensó que él había cantado solo un tema musical para su álbum "Woh Ajnabee". "Mausam" fue esta canción que había sido escrita, compuesta y cantada por Mithoon. Varios remixes de estas canciones también se han reeditado.
Su álbum The Train's ha tenido mejor aceptación ya que las canciones cantadas por Mithoon son grandes éxitos. En la siguiente película, la música fue muy bien recibida por la fusión de nuevos estilos vocales y musicales. La canción "Ke Bin Tere" fue un éxito.

## Filmografía como director musical
- Bas Ek Pal (2006)
- Anwar (2007)
- The Train : Some Lines Should Never Be Crossed (2007)
- Aggar (2007)
- Tuhi Mere Rab Ki Tarah Hai (2009)
- Lamhaa (2010)
- Murder 2 (2011)
- Raaz 3D (2012)
- Traffic (2012)
- Shab (2012)
- "Tum hi ho" (2013)